# Gyropidae
Gyropidae es una familia de piojos de los libros del orden Psocodea. Existen nueve géneros y más de 90 especies descriptas en Gyropidae.

## Géneros
Estos nueve géneros pertenecen a la familia Gyropidae:
- Abrocomophaga Emerson & Price, 1976
- Aotiella Eichler, 1949
- Gliricola Mjoberg, 1910
- Gyropus Nitzsch, 1818
- Macrogyropus Ewing, 1924
- Monothoracius Werneck, 1934
- Phtheiropoios Eichler, 1940
- Pitrufquenia Marelli, 1932
- Protogyropus Ewing, 1924